# الحجب (الشغادرة)

تعديل مصدري - تعديل

الحجب هي إحدى قرى عزلة السوالمة بمديرية الشغادرة التابعة لمحافظة حجة، بلغ تعداد سكانها 116 نسمة حسب تعداد اليمن لعام 2004.